# Батистута, Габриэль
Габриэ́ль Ома́р Батисту́та (исп. Gabriel Omar Batistuta, испанское произношение: [ɡaˈβɾjel oˈmaɾ βatisˈtuta]; род. 1 февраля 1969, Реконкиста, Санта-Фе, Аргентина) — аргентинский футболист, нападающий. Второй бомбардир в истории сборной Аргентины.
В составе команды «Рома» (Рим) одержал победу в чемпионате Италии (сезон 2000/2001), в котором забил 20 голов.
Габриэль Батистута родился в городе Реконкиста. Маленький Батистута с детства проявлял футбольный талант. Впрочем, он отлично играл и в баскетбол и в волейбол. Главное — он не мог не забивать голы, это было его призванием. Талант Батистуты оказался замечен скаутами клуба «Ньюэллс Олд Бойз», в молодёжном составе которого Габриэль и начал свою карьеру.

## Семья
Отец Омар, мать Глория, сестры Элис, Алехандра, Габриэла.
Женат с 28 декабря 1990 г. Жена Ирина, сыновья Тьяго, Хоакин, Лукас, Шамель.

## Клубная карьера

### «Ньюэллз Олд Бойз» (1988—1989)
В 19 лет Батистута дебютирует во взрослом составе «Ньюэллз Олд Бойз». Сезон оказывается довольно успешным для молодого форварда — 7 мячей в 24 матчах. Как следствие — переход в более сильный «Ривер Плейт», один из грандов аргентинского футбола.

### «Ривер Плейт» (1989—1990)
В «Ривере» у молодого нападающего не заладилось — всего 4 мяча в 21 матче. Несмотря на это, другой аргентинский гранд — «Бока Хуниорс» — пригласил Батистуту в свои ряды.

### «Бока Хуниорс» (1990—1991)
Лучший сезон аргентинского этапа карьеры Батистуты — 13 мячей в 30 матчах, это более чем 1 забитый мяч в среднем за 3 игры, что для 21-летнего перспективного форварда совсем неплохо. Скауты итальянской «Фиорентины» рассудили так же. Личную заинтересованность в переходе форварда обозначил тогдашний президент итальянского клуба Марио Чекки Гори. Таким образом, Батистута ни в одном из своих первых клубов не задерживался более чем на год. Мог ли он тогда знать, что впереди его ожидает самый продолжительный период в карьере? Переход в итальянскую Серию А — переход на новый уровень.

### «Фиорентина» (1991—2000)
За 9 лет пребывания во Флоренции Батистута стал настоящей легендой «Фиорентины» и всего итальянского футбола. Именно здесь он делает себе имя. Невзирая на игру партнёров и турнирное положение команды, Батистута стабильно показывает игру высочайшего уровня и забивает немало мячей. В 1991 году Габриэль наконец-то получает вызов в сборную Аргентины и становится победителем Кубка Америки.
Однако, одного мастерства Батистуты зачастую не хватает для того, чтобы «Фиорентина» боролась за самые высокие места — в Серии А всегда была очень большая конкуренция. В сезоне 92/93 «Скуадра Виола» покидает высший дивизион. Но уже в сезон 93/94 возвращается обратно, во многом благодаря Батистуте. В этом же году Габриэль опять побеждает с Аргентиной на Кубке Америки, а в следующем 1994 году становится лучшим бомбардиром чемпионата Италии. Альфио Басиле берёт его на чемпионат мира в США. В сезоне 95/96 Батистута выигрывает свой первый трофей в Италии — Кубок страны, а в сезоне 96/97 и Суперкубок Италии. В 1998 году Даниэль Пассарелла берёт его на чемпионат мира во Францию, Батистута признаётся футболистом года у себя на родине. Болельщики «Фиорентины» без ума от него, они организуют сбор денег на памятник Батистуте. Между тем стать чемпионом Италии в составе «Фиорентины» Габриэлю не удалось. Команда, в составе которой он блистал вместе с такими мастерами, как Руй Кошта, Энрико Кьеза, Анджело Ди Ливио, Морено Торричелли, Франческо Тольдо всё равно не могла на равных соперничать с более богатыми и успешными грандами Серии А — Ювентусом, Миланом, Интером, зачастую занимая места после первой четвёрки, дающие право выступать лишь в Кубке УЕФА. В 2000 году Батистута покидает «Фиорентину», переживающую кризис в период президентства Витторио Чекки Гори (он принял бразды правления клубом от своего отца Марио в 1994 году), и перебирается в стан столичной «Ромы», надеясь с римлянами наконец-то выиграть скудетто. После этого перехода группа радикально настроенных болельщиков «Скуадры Виолы» крадёт его памятник. Всего за «Фиорентину» Батистута провёл 332 матча (6 место в истории клуба), забив 207 мячей.

### «Рома» (2000—2003)
В первый же год пребывания в Риме Батистута наконец-то становится чемпионом Италии, забив при этом 20 мячей. У «Ромы» отличный состав: среди партнёров Батистуты — Франческо Тотти, Винченцо Монтелла, Эмерсон, Кафу, Венсан Кандела, Дамиано Томмази, Вальтер Самуэль, Алдаир, а в качестве тренера — бывший наставник «Милана» и «Реала» Фабио Капелло. На следующий год выигран Суперкубок Италии. В год долгожданного чемпионства Батистуте исполняется 32 года. После первого сверхуспешного римского сезона в следующем Габриэль уже не так хорош, как раньше — годы берут своё. Особенно показательным в этом плане был домашний матч с «Ювентусом» (хозяева в нём с 40-й минуты играли в большинстве), когда Бати-гол в концовке не забил гол с линии вратарской в ворота, защищаемые лишь одним защитником (что раньше бы легко сделал с закрытыми глазами). В 2002 году Марсело Бьельса несмотря ни на что берёт Габриэля на чемпионат мира в Японии и Южной Корее, но игра Батистуты не впечатляет (всего один гол в ворота Нигерии) — он лишь бледная тень себя самого. Дела в клубе продолжают идти не лучшим образом, и в 2003 году Рома отдаёт его в аренду миланскому «Интеру», проявившему заинтересованность в нападающем. Итоговый результат Батистуте в Риме — 30 мячей в 63 матчах и выигранное скудетто-2000/2001, хороший показатель для форварда-ветерана.

### «Интер» (2003)
За «нерадзурри» Батистута провёл 12 матчей, отличившись 2 раза. В конце сезона Габриэль думал о завершении карьеры, но всё-таки принимает выгодное с финансовой точки зрения предложение от клуба «Аль-Араби» из Катара.

### «Аль-Араби» (2003—2005)
Мировая тенденция последних лет — мировые звёзды едут доигрывать в Катар ради большого заработка. При этом они далеко не всегда выкладываются на поле в каждом матче, зачастую играя не в полную силу. Однако Батистута выполнил свой контракт честно — 30 забитых мячей в 22 играх этому свидетельство. В 2005 году Батистута принимает решение завершить карьеру.
Несмотря ни на что, Габриэль Батистута навсегда останется в памяти болельщиков — великолепный форвард, своими действиями приводивший трибуны в экстаз и заставлявший комментаторов вскакивать со своих мест, крича: «GO-O-OAL! GABRIEL BA-TIS-TU-TA!!!»

### «Колон» (2011—2013)
В 2007 году отказался возглавить сперва сборную Австралии, а затем и «Бока Хуниорс». А в декабре 2011 года было объявлено, что Батистута получил административную должность в аргентинском клубе «Колон». Он покинул этот пост в феврале 2013 года и заявил, что хочет начать тренерскую карьеру в Европе.

## Статистика по сезонам
| Выступление      | Выступление      | Выступление      | Чемпионат | Чемпионат | Кубки | Кубки | Международные | Международные | Итого | Итого |
| Клуб             | Лига             | Сезон            | Игры      | Голы      | Игры  | Голы  | Игры          | Голы          | Игры  | Голы  |
| ---------------- | ---------------- | ---------------- | --------- | --------- | ----- | ----- | ------------- | ------------- | ----- | ----- |
| Ньюэллс Олд Бойз | Примера          | 1988/89          | 24        | 7         | 0     | 0     | 4             | 1             | 28    | 8     |
| Ньюэллс Олд Бойз | Итого            | Итого            | 24        | 7         | 0     | 0     | 4             | 1             | 28    | 8     |
| Ривер Плейт      | Примера          | 1989/90          | 21        | 4         | 0     | 0     | 2             | 0             | 23    | 4     |
| Ривер Плейт      | Итого            | Итого            | 21        | 4         | 0     | 0     | 2             | 0             | 23    | 4     |
| Бока Хуниорс     | Примера          | 1990/91          | 34        | 13        | 0     | 0     | 12            | 6             | 46    | 19    |
| Бока Хуниорс     | Итого            | Итого            | 34        | 13        | 0     | 0     | 12            | 6             | 46    | 19    |
| Фиорентина       | Серия А          | 1991/92          | 27        | 13        | 3     | 1     | 0             | 0             | 30    | 14    |
| Фиорентина       | Серия А          | 1992/93          | 32        | 16        | 3     | 3     | 0             | 0             | 35    | 19    |
| Фиорентина       | Серия B          | 1993/94          | 26        | 16        | 3     | 3     | 0             | 0             | 29    | 19    |
| Фиорентина       | Серия А          | 1994/95          | 32        | 26        | 5     | 2     | 0             | 0             | 37    | 28    |
| Фиорентина       | Серия А          | 1995/96          | 31        | 19        | 8     | 8     | 0             | 0             | 39    | 27    |
| Фиорентина       | Серия А          | 1996/97          | 32        | 12        | 2     | 2     | 7             | 4             | 41    | 18    |
| Фиорентина       | Серия А          | 1997/98          | 31        | 21        | 5     | 3     | 0             | 0             | 36    | 24    |
| Фиорентина       | Серия А          | 1998/99          | 28        | 21        | 9     | 4     | 4             | 1             | 41    | 26    |
| Фиорентина       | Серия А          | 1999/00          | 30        | 23        | 2     | 0     | 11            | 5             | 43    | 28    |
| Фиорентина       | Итого            | Итого            | 269       | 167       | 40    | 26    | 22            | 10            | 331   | 203   |
| Рома             | Серия А          | 2000/01          | 28        | 20        | 0     | 0     | 4             | 1             | 32    | 21    |
| Рома             | Серия А          | 2001/02          | 23        | 6         | 1     | 0     | 11            | 0             | 35    | 6     |
| Рома             | Серия А          | 2002/03          | 12        | 4         | 2     | 1     | 6             | 1             | 20    | 6     |
| Рома             | Итого            | Итого            | 63        | 30        | 3     | 1     | 21            | 2             | 87    | 33    |
| Интернационале   | Серия А          | 2002/03          | 12        | 2         | 0     | 0     | 0             | 0             | 12    | 2     |
| Интернационале   | Итого            | Итого            | 12        | 2         | 0     | 0     | 0             | 0             | 12    | 2     |
| Аль-Араби (Доха) | Q-лига           | 2003/04          | 18        | 25        | 2     | 1     | 0             | 0             | 20    | 26    |
| Аль-Араби (Доха) | Q-лига           | 2004/05          | 3         | 0         | 1     | 1     | 0             | 0             | 4     | 1     |
| Аль-Араби (Доха) | Итого            | Итого            | 21        | 25        | 3     | 2     | 0             | 0             | 24    | 27    |
| Всего за карьеру | Всего за карьеру | Всего за карьеру | 444       | 248       | 46    | 30    | 61            | 19            | 551   | 297   |

## Сборная Аргентины
Батистута — участник трёх чемпионатов мира (1994, 1998, 2002), двукратный победитель Кубка Америки (1991, 1993).

### Чемпионат мира 1994
Групповой этап:
Аргентина — Греция (4:0) — в своём первом же матче на чемпионате мира Батистута делает хет-трик (2, 45, 90+2 (с пенальти) мин.), это второй хет-трик в истории сборной Аргентины на чемпионатах мира после Гильермо Стабиле в 1930 году.
1/8 финала: Румыния — Аргентина (3:2) — Батистута делает счёт 1:1 (16 мин., с пенальти), но в итоге аргентинцы всё равно уступают.

### Чемпионат мира 1998
Групповой этап:
- Аргентина — Япония (1:0) — единственный и победный мяч (28 мин.) в матче против упорно сопротивлявшихся японцев.
- Аргентина — Ямайка (5:0) — за 11 минут Батистута оформляет хет-трик (72, 80, 83 (с пенальти) мин.).

1/8 финала: Аргентина — Англия (2:2, 4:3 по пенальти) — Батистута открыл счёт (6 мин., с пенальти) в драматичном поединке с англичанами.

В четвертьфинале аргентинцы уступили Голландии 1:2.

### Чемпионат мира 2002
12 июня 2002 года Батистута сыграл свой последний матч за сборную Аргентины, проведя его на чемпионате мира против Нигерии, который аргентинцы выиграли благодаря его голу на 63-й минуте. Однако во втором туре аргентинцы проиграли Англии 0:1, а в третьем туре сыграли вничью со Швецией 1:1 и не вышли из группы, заняв 3-е место. О своём уходе из сборной Батистута объявил по окончании матча со Швецией.
На чемпионатах мира Габриэль Батистута суммарно забил 10 мячей (из них 4 — с пенальти), сделав 2 хет-трика. Всего за сборную Аргентины он провёл 77 матчей, забив 54 мяча.

## Достижения

### Командные
«Ривер Плейт»
- Чемпион Аргентины: 1989/90

«Фиорентина»
- Победитель итальянской Серии B: 1993/94
- Обладатель Кубка Италии: 1995/96
- Обладатель Суперкубка Италии: 1996

«Рома»
- Чемпион Италии: 2000/01
- Обладатель Суперкубка Италии: 2001

Сборная Аргентины
- Обладатель Кубка Америки: 1991, 1993
- Обладатель Кубка короля Фахда: 1992
- Обладатель Кубка Артемио Франки: 1993

### Личные
- Лучший бомбардир Кубка Америки: 1991, 1995
- Лучший бомбардир чемпионата Южной Америки: 1991 (6 мячей)
- Лучший бомбардир Кубка конфедераций: 1992
- Лучший бомбардир чемпионата Италии: 1994/95
- Лучший бомбардир Кубка Италии 1995/96: (8 голов)
- Футболист года в Аргентине: 1998
- Обладатель «Бронзовой бутсы» чемпионата мира: 1994
- Обладатель «Серебряной бутсы» чемпионата мира: 1998[7]
- Лучший иностранный футболист года в Италии: 1999
- Лучший бомбардир чемпионата Катара: 2004
- Рекордсмен чемпионата Италии по количеству матчей подряд, в которых удалось отметиться голом: 11 матчей[8]
- Рекордсмен сборной Аргентины по количеству голов на Кубках конфедераций: 4 гола[9]
- Входит в состав символической сборной Европы по версии ESM: 1998
- Включён в список величайших футболистов XX века по версии World Soccer
- Введён в Зал славы итальянского футбола: 2013
- Входит в список ФИФА 100
- Введён в зал славы клуба «Фиорентина»
- Введён в зал славы клуба «Рома»
- Почётный гражданин Флоренции (3.10.2016)[10].

## Личная жизнь
Супруга — Ирина (поженились в 1990 году), в браке родилось четверо детей.
После завершения игровой карьеры Батистута постоянно жаловался на сильные боли в лодыжках, из-за которых даже не мог передвигаться, и только после небольшого вмешательства хирургов ему удалось справиться с этой проблемой.
Сыграл роль самого себя в телесериале «Дикий ангел».